# Elinor Powellová
Elinor Powellová (Elinor Powell, 1921 Milton – 2005) byla afroamerická zdravotní sestra sloužící během 2. světové války, která si vzala německého válečného zajatce.

## Život
Byla vychována v Miltonu ve státě Massachusetts, kam se přestěhovala její babička poté, co jako dospívající dívka utekla z otroctví za pomoci Podzemní železnice. Její otec sloužil v 1. světové válce, což ji později inspirovalo, aby vstoupila do americké armády jako zdravotní sestra.
V roce 1944 vstoupila do armády a dokončila základní výcvik ve Fort Huachuca v Arizoně, největší vojenské instalaci pro černé vojáky a zdravotní sestry. Powellová byla jedna z 300 zdravotních sester, kterým bylo dle striktních kvót dovoleno přidat se k armádním ošetřovatelským jednotkám. Pracovala jako podporučík v ošetřovatelských jednotkách americké armády umístěné v zajateckém táboře Florence v Arizoně. Měla za úkol starat se o německé vojáky, včetně Nacistů zajatých v Evropě a Severní Africe, protože černé zdravotní sestry měly až do posledního roku války zakázáno se starat se o bílé vojáky. Původně tábor Florence zaměstnával bílé zdravotní sestry, ale ty byly nahrazeny černými, aby se zabránilo fraternizaci a mnoho táborů také zavedlo striktní segregační pravidla.
I přesto se Powellová zamilovala do německého zajatce, Fredericka Alberta, zdravotníka Luftwafe z Vídně, zajatého v Itálii. Jejich vztah byl nesmírně nebezpečný, neboť kvůli němu mohli být postaveni před vojenský soud. Elinor se s Albertem setkala v jídelně, kam byla přidělena jako kuchařka. Předtím, než byl Albert propuštěn a deportován v dubnu 1946, spolu počali syna, díky čemuž mohl Albert získat vízum a příští rok se vrátit do New Yorku, kde se vzali. Poté se přestěhovali se do Bostonu, kde byli kvůli svému mezirasovému manželství diskriminováni, takže se rozhodli přestěhovat do Německa. Zde to nebylo o nic lepší, proto se vrátili do a usadili se v Connecticutu.
Albert zemřel v roce 2001, ve věku 75 let. Elinor zemřela v roce 2005, když jí bylo 85 let. Jejich dva synové, Steven a Chris se stali trumpetisty v orchestru Duke Ellington Orchestra.
V roce 2018 vyšla kniha Enemies in Love (v překladu: Zamilovaní nepřátelé) od Alexis Clarkové, o vztahu Elinor Powellové a Fredericka Alberta.